# 유미게타 아코
유미게타 아코(일본어: 弓桁朱琴 ゆみげた あこ[*], 2008년 7월 8일 ~ )는 일본의 여성 아이돌 그룹 모닝구무스메의 멤버. 연예사무소 업프런트 프로모션 소속.

## 서적

### 사진집
- 1st 솔로 사진집「ako seventeen」(2025년 7월 8일, 오딧세이 출판) ISBN 978-4-911265-09-3

## 소속 유닛
- 모닝구무스메 (2023년 ~ )